# 千葉県道81号市原天津小湊線
千葉県道81号市原天津小湊線（ちばけんどう81ごう いちはらあまつこみなとせん）は、千葉県市原市牛久を起点とし、鴨川市天津を終点とする主要地方道である。延長約36 km。愛称・清澄養老ライン。

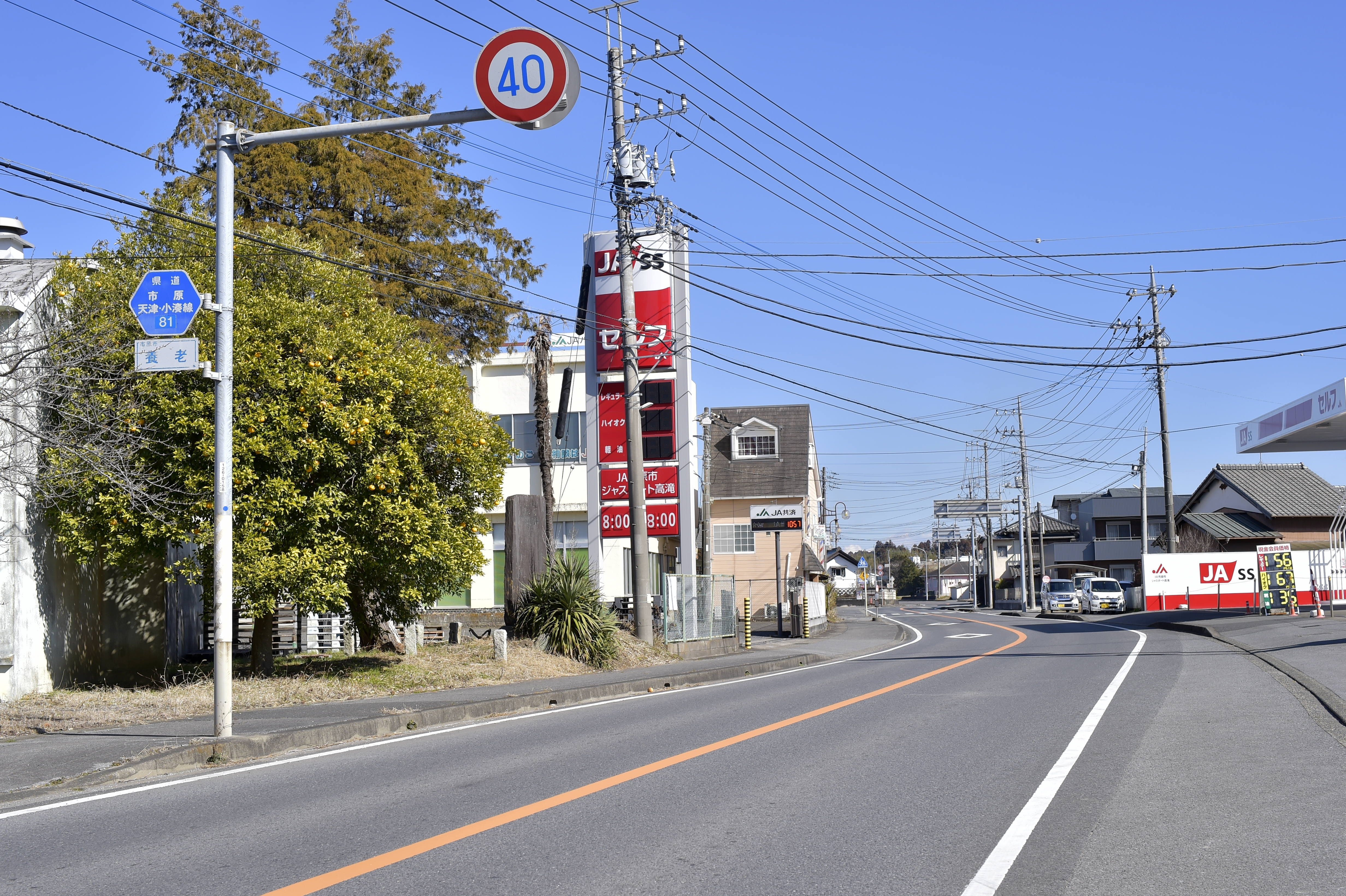
千葉県道81号市原天津小湊線
市原市養老（2023年2月）

## 概要

### 路線データ
- 起点： 市原市牛久[3]（国道409号交点）
- 終点： 鴨川市天津[3]（国道128号交点、天津交差点）
- 総延長：*.* km（市原土木事務所管内：*.* km、夷隅土木事務所管内：7.381 km[4]、君津土木事務所管内：4.256 km[5]、安房土木事務所管内：11.252 km[6]）
- 重用延長：*.* km（市原土木事務所管内：*.* km、夷隅土木事務所管内：4.160 km、君津土木事務所管内：0.575 km、安房土木事務所管内：0.078 km[6]）
- 実延長：35.356 km（市原土木事務所管内：17.282 km[3]、夷隅土木事務所管内：3.221 km[4]、君津土木事務所管内：3.681 km[5]、安房土木事務所管内：11.172 km[6]）

## 歴史
- 1965年（昭和40年） : 県道認定。
- 2021年（令和3年）9月13日 : 清澄山道ループ橋を含む坂本工区のバイパスが開通[7]。
- 2024年（令和6年）5月30日 : 市原市江子田のバイパス (0.7 km) が開通[8]。

## 路線状況
房総丘陵の山中を走る非常に狭隘な道路ながら、沿線には養老渓谷や清澄寺などがあり、南房総地域の観光地へのアクセス道路としても機能している。また当道路には鴨川日東バスが走行している。そのため所々で道路拡幅や新トンネル建設、バイパス整備が行なわれている。
2012年3月、君津市黄和田畑1440付近にて崩落があり、同年7月に復旧された。
また2014年5月22日にも君津市黄和田畑先にて法面の崩落が発生し、同日より全面通行止めの処置が行われ、復旧工事完了により2015年3月27日に通行止めが解除された。

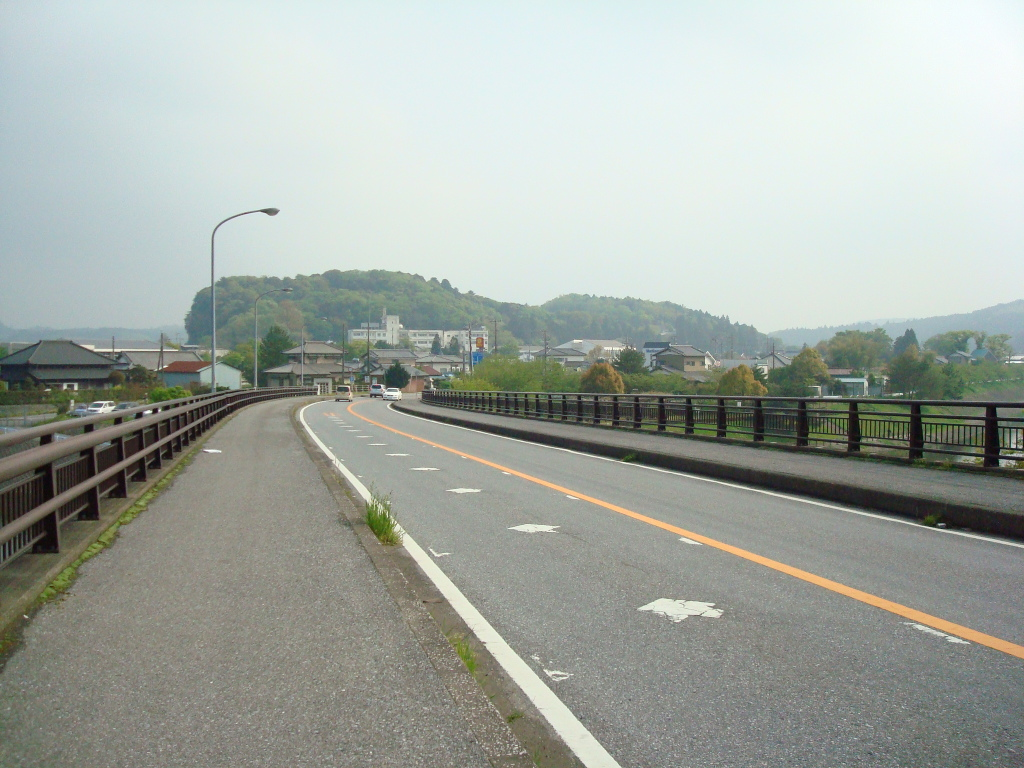
市原市養老の北崎橋（2008年4月）
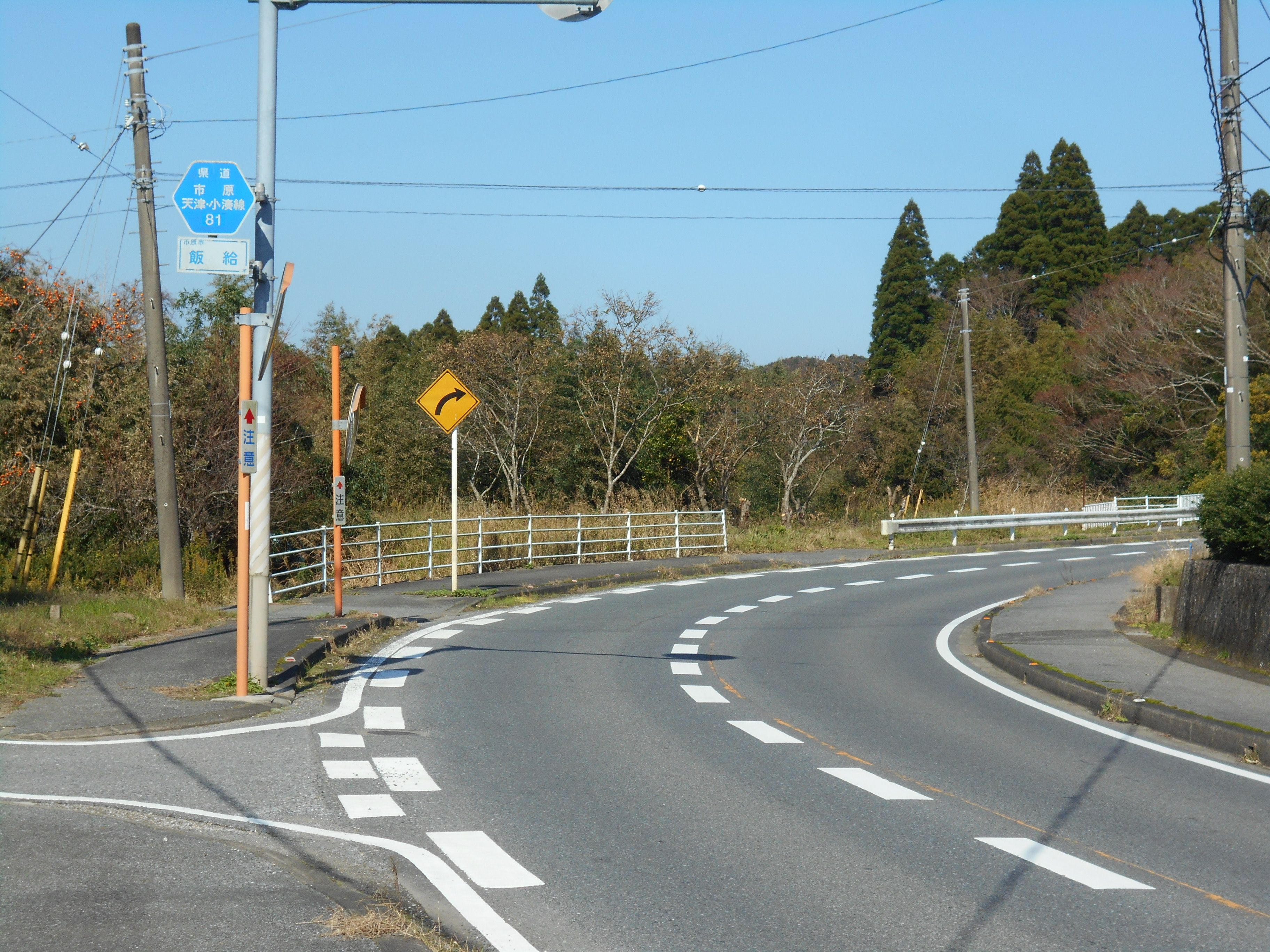
市原市飯給（2017年11月）
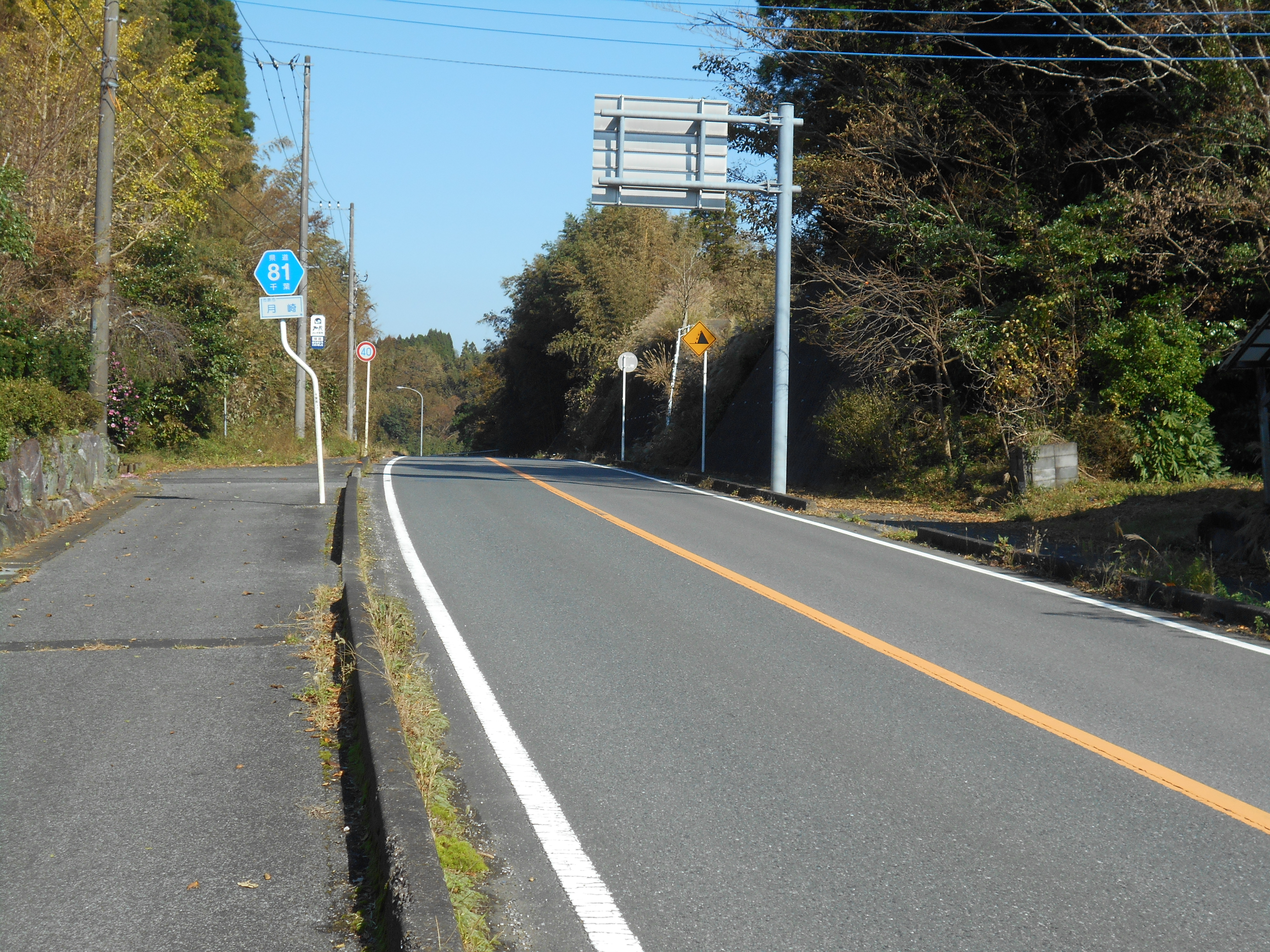
市原市月崎（2017年11月）
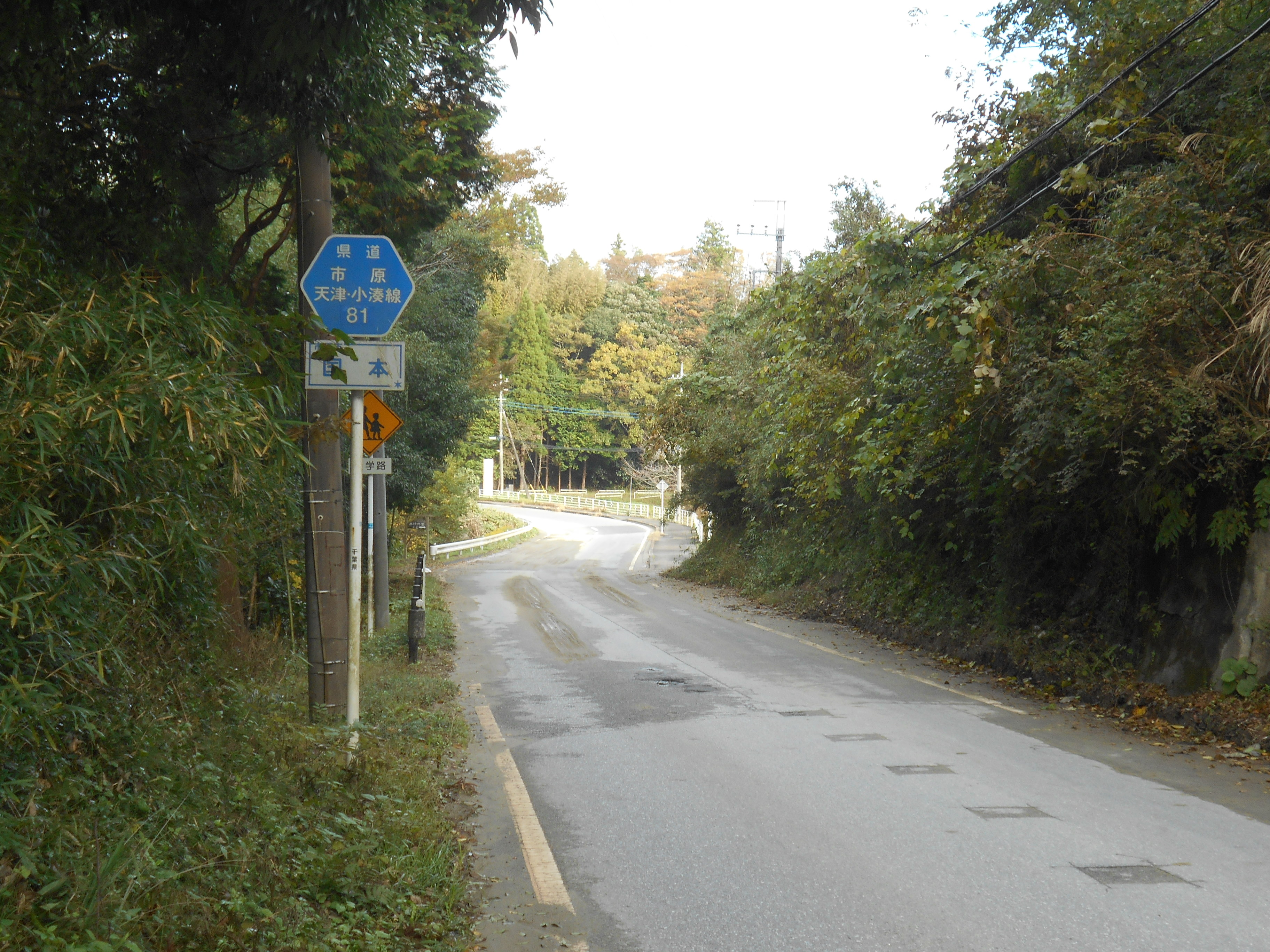
市原市国本（2017年11月）
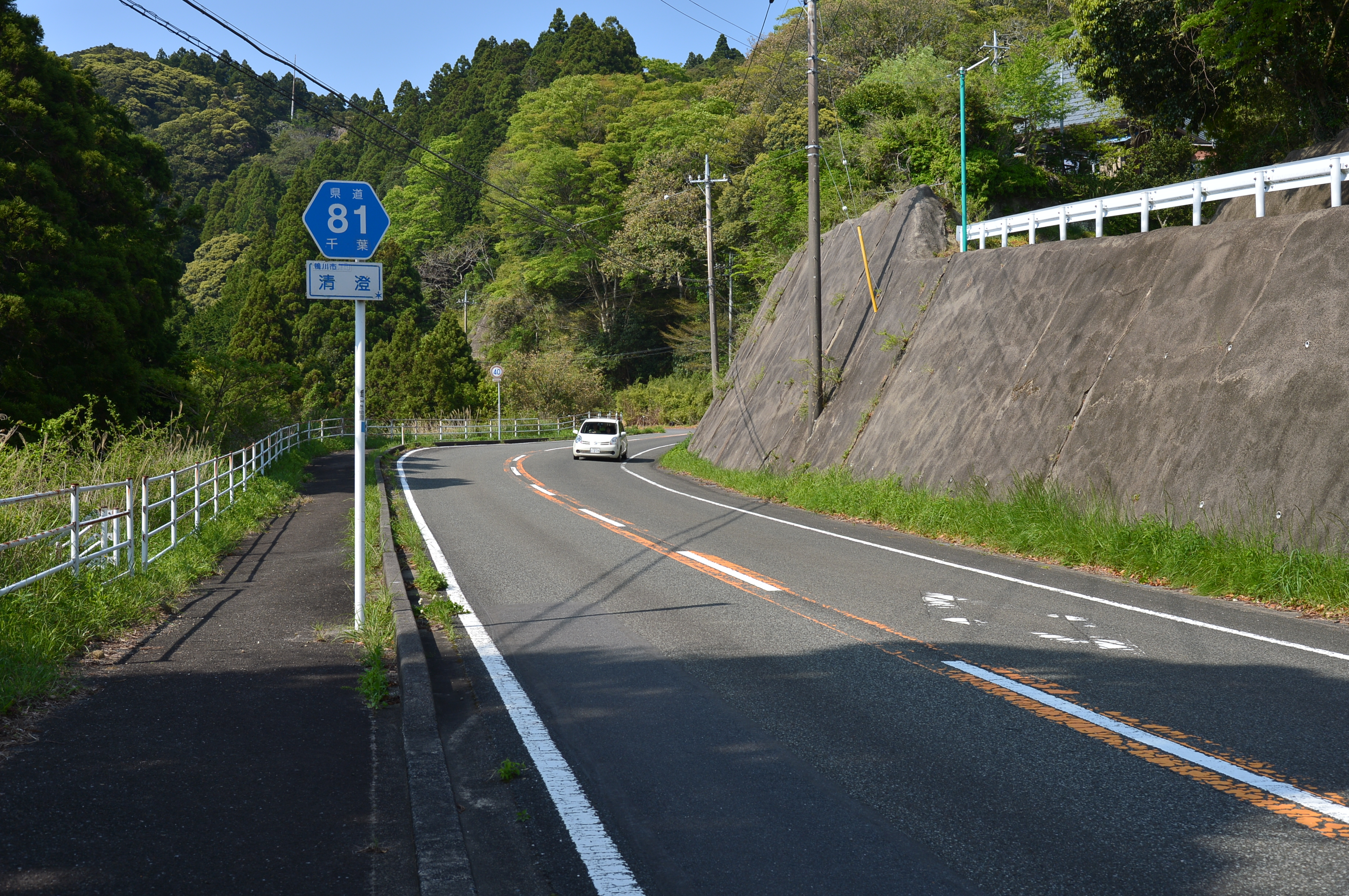
鴨川市清澄（2016年5月）

### 重複区間
- 国道465号（大多喜町内の一部区間）
- 千葉県道32号大多喜君津線（養老渓谷付近）

### 道路施設

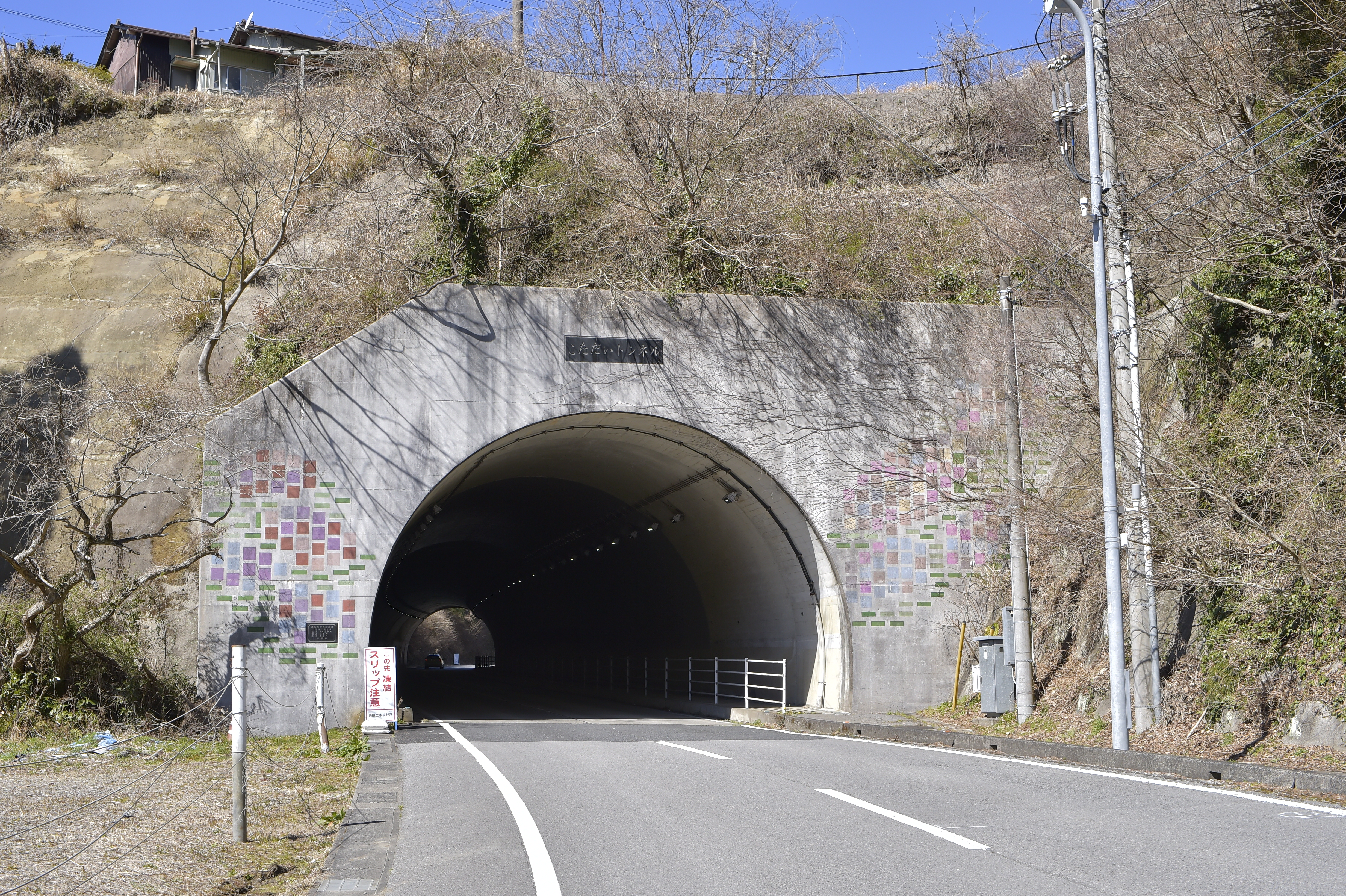
小田代トンネル（大多喜町小田代：2023年2月）

#### トンネル
- 小田代（こただい）トンネル（大多喜町小田代：延長146 m）
- 荒樫隧道（鴨川市四方木：延長36 m）[12]
- 西原隧道（鴨川市四方木：延長74 m）[12]
- 清澄隧道（鴨川市清澄：延長107 m）[12]

#### 橋梁
- 境橋（養老川、市原市田淵）
- 日の崎大橋（養老川、市原市月崎 - 同市田淵旧日竹）
- 清澄山道ループ橋（鴨川市天津）

## 地理

### 通過する自治体
- 千葉県
  - 市原市
  - 夷隅郡大多喜町
  - 君津市
  - 鴨川市

### 交差する道路
- 国道409号（市原市、起点）
- 国道465号（大多喜町）
- 国道128号天津バイパス（鴨川市　天津立体交差）
- 国道128号（鴨川市　天津交差点、終点）